# Turn It Up (Chamillionaire)
Turn It Up è il primo singolo discografico di Chamillionaire, estratto dall'album The Sound of Revenge, pubblicato nel 2005.

## Storia
È stato prodotto da Scott Storch e vi ha partecipato Lil' Flip.
La canzone si è piazzata alla posizione n.41 della Billboard Hot 100 statunitense e ha fatto sì che l'album divenisse dapprima disco d'oro.
Il video musicale include le apparizioni di Rasaq (fratello minore di Chamillionaire), Chingo Bling, Mannie Fresh, Lil' O, OG Ron C, Z-Ro e Squad Up.
Il remix ufficiale con Lil' O, HAWK e E.S.G. è presente nel mixtape di Chamillionaire It's Going' Down 3 e nel disco bonus dell'edizione chopped & screwed di "The Sound Of Revenge". Altri remix sono qui elencati:
- Turn It Up (Unofficial Remix) (feat. Sun E)
- Turn It Up (Astros Remix)
- Turn It Up (NBA Remix)

## Classifiche
| Posizione | 95 | 91 | 80 | 75 | 70 | 51 | 53 | 48 | 43 | 41 | 44 | 43 | 50 | 51 | 53 | 45 | 51 | 59 | 58 | 63 |

NOTA: Scott Storch ha prodotto un altro singolo dal titolo Turn It Up, quello di Paris Hilton.